# I diritti animali
I diritti animali (The Case for Animal Rights) è un saggio del 1983 del filosofo statunitense Tom Regan ed è considerato uno dei testi fondamentali dell'animalismo.

## Contenuti
Nel testo Regan sviluppa il concetto dei diritti degli animali basandosi sull'assunto che i diritti non siano conseguenza del possesso di capacità razionali ma dal fatto di essere soggetti-di-una-vita, ovvero soggetti dotati di vita con un intrinseco interesse a vivere tale vita. In tale ottica tutti gli animali assumono valore in sé.

## Edizioni
- Tom Regan, I diritti animali, traduzione di Rodolfo Rini, Garzanti, 1990,  pp. 568 pagine.